# Car surfing

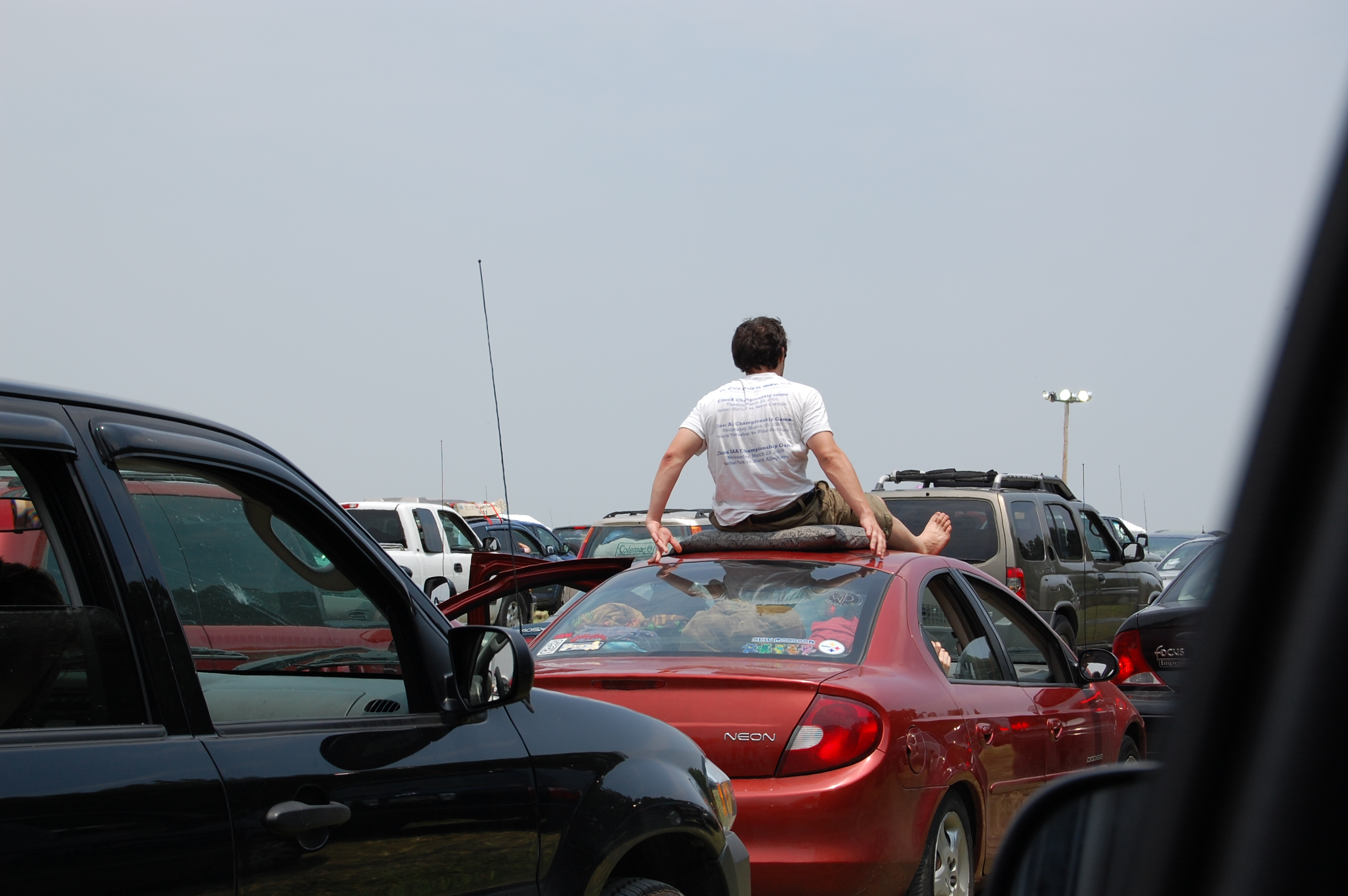
Homme assis sur le toit d'une voiture.

Le car surfing ou le surf de véhicule au Québec (littéralement, « surfer sur une automobile ») est une forme d'acrobatie réalisée sur une automobile en mouvement,. Cette activité peut provoquer de graves blessures, pouvant aller jusqu'à la mort.